# TV-året 1961

## Händelser

### Maj
- Första utdelning TV-priset Rose d'Or, Montreux

### November
- 4 november - Rai Due startar sina sändningar.

### Okänt datum
- Skol-TV börjar sända på försök i Sverige [1].
- Kabel-TV-sändningar inleds i kvarteret Kronprinsen i Malmö i Sverige genom Informations-TV.[2]

## TV-program

### Sveriges Radio/TV
- 1 januari - TV-teateruppsättningen Swedenhielms i regi av Henrik Dyfverman.
- 6 januari - Premiär för Sportspegeln.
- 31 januari - Underhållningsprogrammet Bialitt med Lasse Holmqvist inleds och sänds en gång i månaden till och med juni.
- 17 mars - TV-teateruppsättningen Eurydike i regi av Lars-Levi Laestadius med Per Myrberg, Mona Malm, Halvar Björk m.fl.
- 3 december - Årets adventskalender är Julbåten Juliana.[3]

## Födda
- 15 februari - Mikael Tornving, svensk komiker, skådespelare och TV-programledare.
- 28 december - Annika Jankell, svensk programledare i TV och radio.

### Fotnoter
1. ↑  20:e århundrades När Var Hur - Etermedier, Bernt Himmelstedt, Forum, 1999
2. ↑  Jan Milld (8 januari 2008). ”Television”. Svensk historia. Arkiverad från originalet den 5 mars 2016. https://web.archive.org/web/20160305111056/http://www.bgf.nu/historia/6/tv.html. Läst 19 februari 2017.
3. ↑  ”Jultradition”. Arkiverad från originalet den 25 april 2012. https://web.archive.org/web/20120425112719/http://www.jultradition.se/tv.htm. Läst 26 mars 2011.